# Certosa di San Giacomo
(Ferdinand Gregorovius)
La certosa di San Giacomo è il monastero più antico di Capri. Edificato nel 1371 per volere del conte Giacomo Arcucci su un terreno donato dalla regina Giovanna I d'Angiò, la certosa costituisce attualmente una sede museale.

## Storia

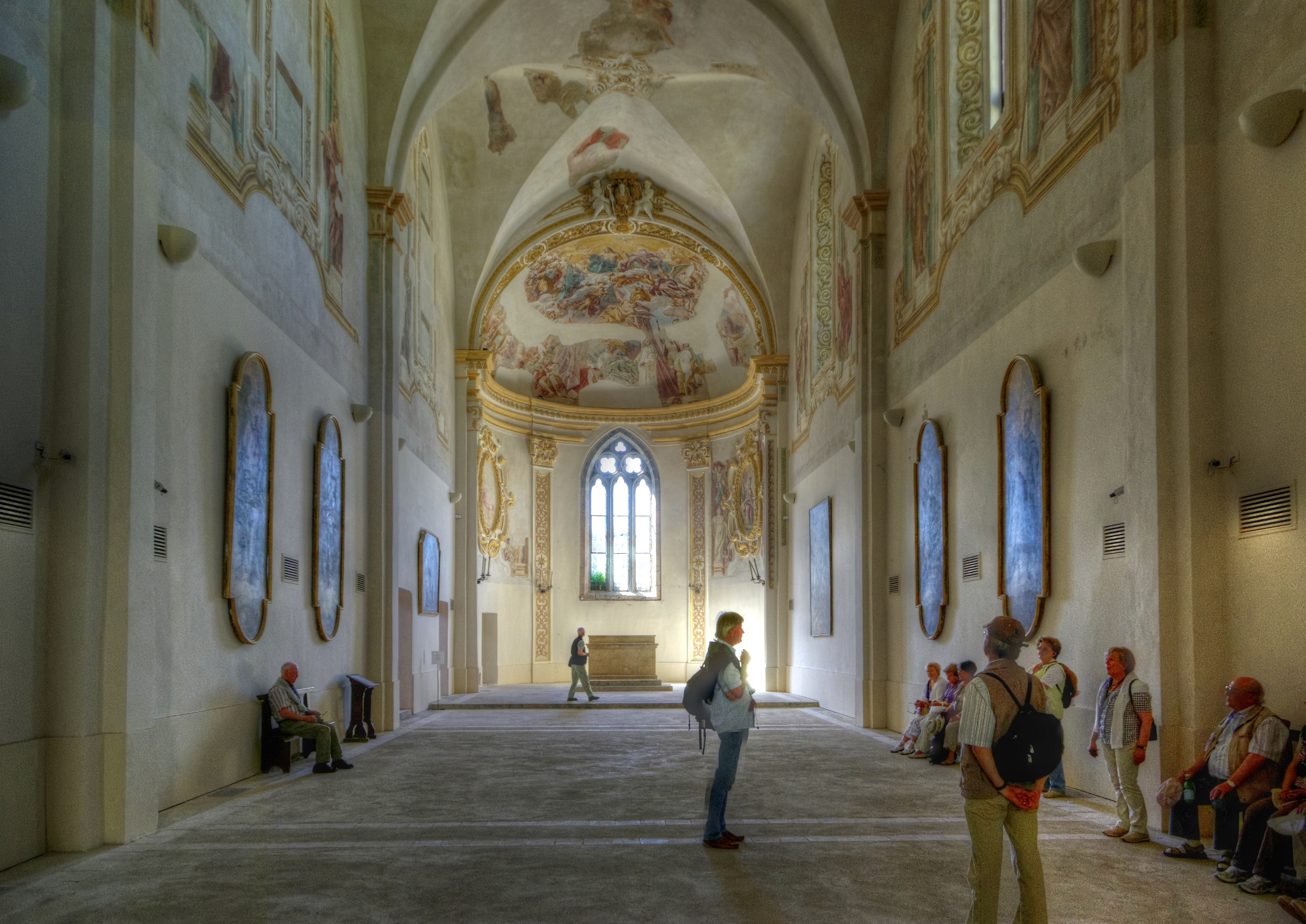
L'interno

La struttura della Certosa fu edificata nel terzo quarto del Trecento grazie agli auspici del conte Giacomo Arcucci. L'impianto iniziale, poi soggetto nei secoli a profondi cambiamenti, presentava la classica partizione funzionale alla vita cenobitica: un'area destinata alla clausura e l'altra ai servizi, nel caratteristico stile tardo romanico che accomuna gli edifici isolani del periodo.
Sin dalla fondazione godé di ampi privilegi concessi dalla regina Giovanna che i monaci certosini riuscirono a mantenere nei secoli successivi, nonostante le alterne vicende che segnarono la vita del reame napoletano nei secoli XIV-XVI. Seppero far risorgere il monastero anche dalle incursioni piratesche, che flagellarono l'isola e la costiera amalfitana nella prima metà del Cinquecento, ricostruendo e ampliando il monastero con l'aggiunta del chiostro cinquecentesco.
Con Gioacchino Murat, nel 1808, i beni della certosa furono confiscati, e di essa venne fatta una caserma (1815), poi un ospizio e, dal 1868 al 1898, un soggiorno punitivo per militari e anarchici. Nella prima metà del Novecento la certosa attraversò brevi momenti di attività (nel 1936, ad esempio, i canonici lateranensi vi avevano istituito un ginnasio) per declinare durante la seconda guerra mondiale verso un deplorevole disfacimento con il conseguente allontanamento dei canonici.
Dal 1975 è sede del museo dedicato al pittore tedesco Karl Wilhelm Diefenbach, morto sull'isola nel 1913. Bisognerà attendere i primi anni Duemila per veder iniziare le opere di restauro all'intera struttura a cura della Soprintendenza napoletana. Fra le opere rimaste vi è un affresco del XIV secolo, opera del pittore fiorentino Niccolò di Tommaso.
Nel 2024, nei locali della certosa è stato inaugurato il nuovo Museo archeologico nazionale di Capri.